# Reconnaissance militaire
Vous pouvez aider à l'améliorer ou bien discuter des problèmes sur sa page de discussion.
- Certaines informations devraient être mieux reliées aux sources mentionnées dans la bibliographie ou les liens externes. Améliorez sa vérifiabilité en les associant par des références. (Marqué depuis octobre 2021)
- Il n’est pas rédigé dans un style encyclopédique. (Marqué depuis février 2025)
- Il doit être recyclé. La réorganisation et la clarification du contenu sont nécessaires. (Marqué depuis octobre 2021)

Pour les articles homonymes, voir Reconnaissance.

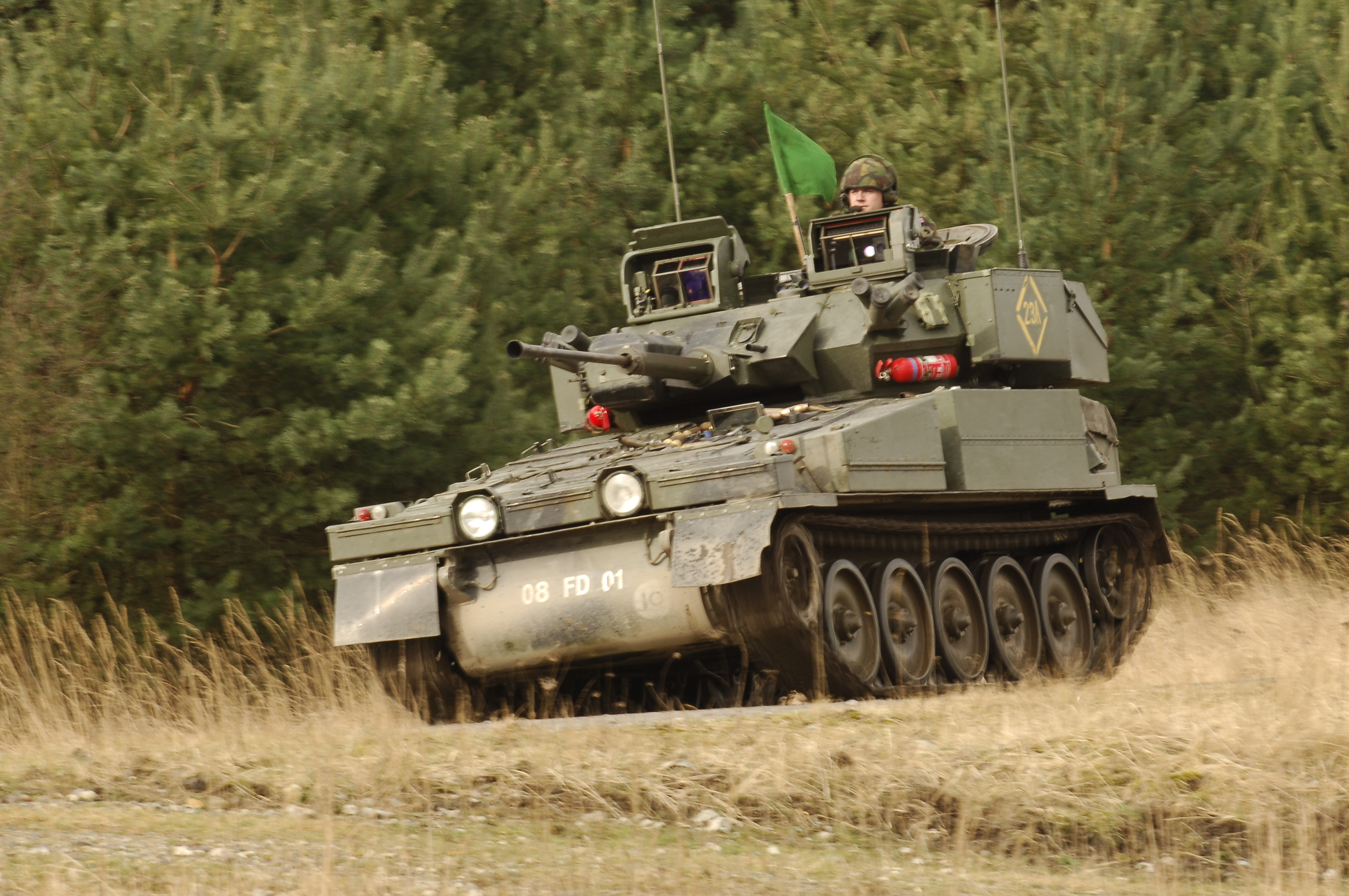
Un FV-107 Scimitar, un CVR(T) de l'Armée de terre britannique.

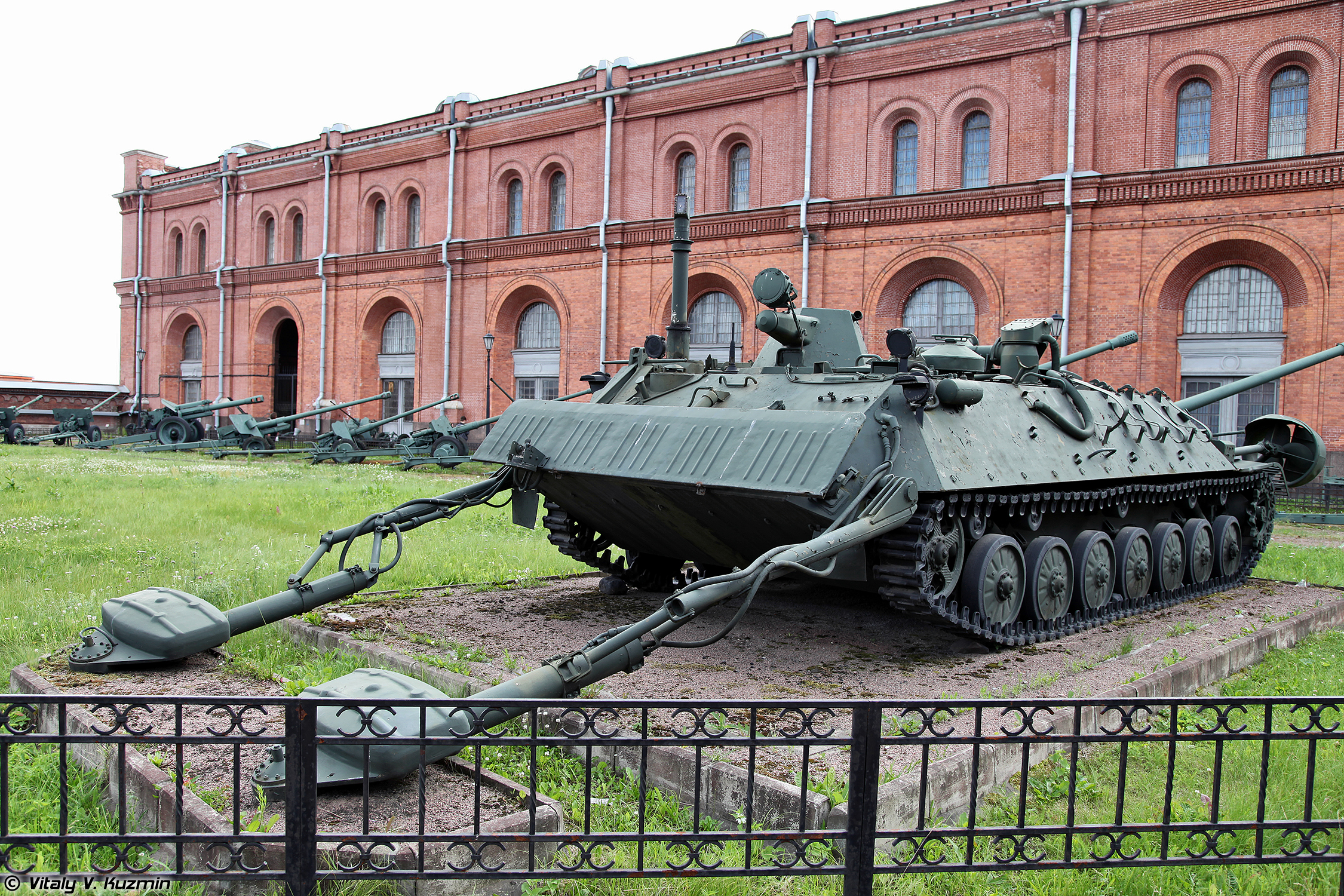
Véhicule de reconnaissance technique russe IRM Jouk.

La reconnaissance militaire est une opération visant l'exploration, le recueil de renseignements et l'anticipation tactique et stratégique. Elle est effectuée par des unités rapides ou discrètes (éclaireur, avion, hélicoptère, blindé léger, drone ou satellite espion), ou par des unités capables d'engager immédiatement l'ennemi (on parle alors de reconnaissance blindée).

## Description

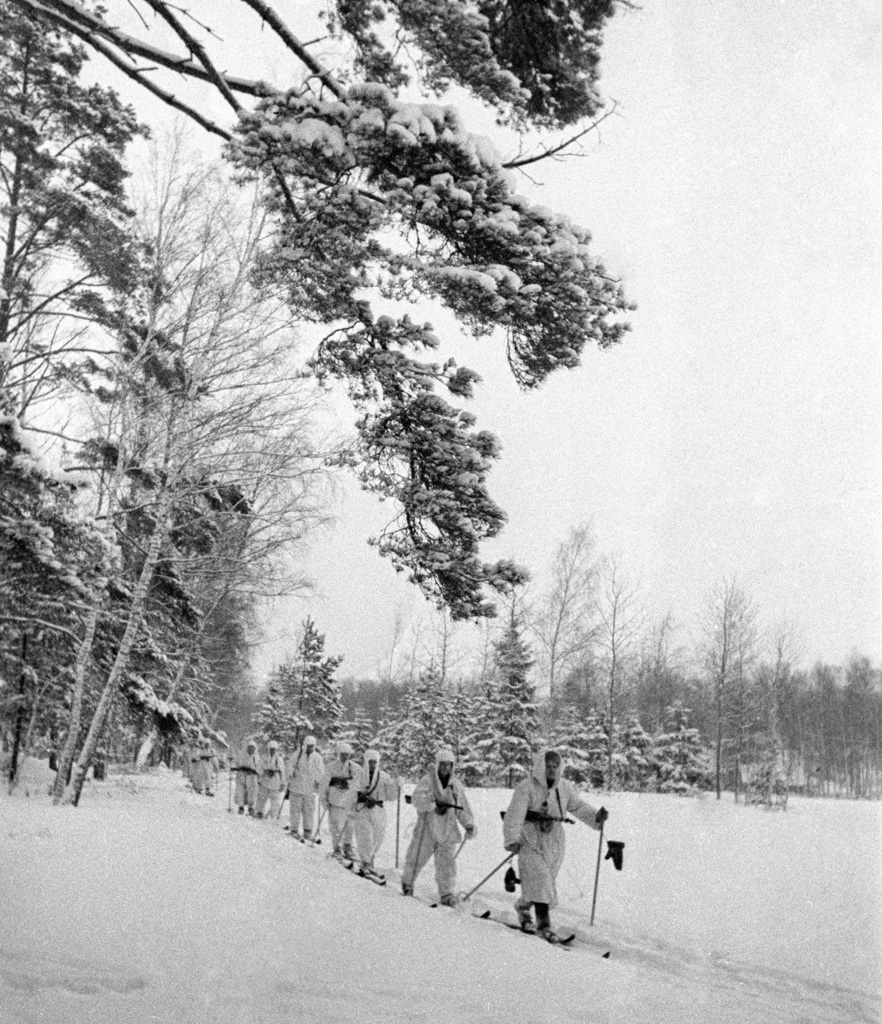
Officiers russes en reconnaissance.
Photo Ivan Chaguine (1941).

Certaines unités d'intervention peuvent être vouées aux opérations spéciales de reconnaissance (forces spéciales comme, en France, le 1er RPIMa), certaines unités de commandos marines ou de l'air ou du renseignement. 
L'espionnage n'est normalement pas de la reconnaissance, cette dernière étant l'envoi d'une petite force militaire tandis que les espions sont des non-combattants opérant derrière les lignes ennemies.
Une reconnaissance peut également être menée a posteriori, afin de juger des résultats d'un bombardement, d'un sabotage ou du contre-terrorisme.

## Reconnaissance technique
La reconnaissance technique est une sorte de reconnaissance militaire organisée et menée pour extraire des informations sur les activités d'ingénierie de l'ennemi et du terrain. 
Les tâches de reconnaissance technique consistent à identifier les emplacements de l'installation de champs de mines et autres obstacles ; établir la nature et l'étendue d'une destruction, des débris, des incendies, des inondations, des obstacles naturels et trouver des moyens de les contourner ; déterminer la perméabilité du terrain, l'état des routes et des ponts ; obtenir des données sur l'obstacle d'eau ; explorer des lieux propices au forçage[Quoi ?] ; déterminer les propriétés de protection et de masquage du terrain ; identifier les sources d'eau convenant à l'utilisation ; déterminer la disponibilité des matériaux de construction locaux. 
Pour la conduite de la reconnaissance technique, les unités de reconnaissance régulières des troupes du génie militaire et des autres unités sont impliquées. Pour mener des opérations de reconnaissance, il convient de nommer : des postes d'observation (INP) ; poteaux photographiques (PF) ; des patrouilles de reconnaissance technique (IRD) et des éclaireurs individuels - des éclaireurs (sous-unités) dans le cadre de la reconnaissance des armes combinées[Quoi ?]. 
Les unités de reconnaissance technique sont équipées de véhicules de reconnaissance technique (en Russie l'IRM "Zhuk", IPR, etc.), de dispositifs de surveillance des ennemis et du terrain, de reconnaissance des champs de mines, de reconnaissance des obstacles et des ponts, des télémètres pour déterminer les distances, des appareils pour photographier, des capteurs de radioactivité, etc.

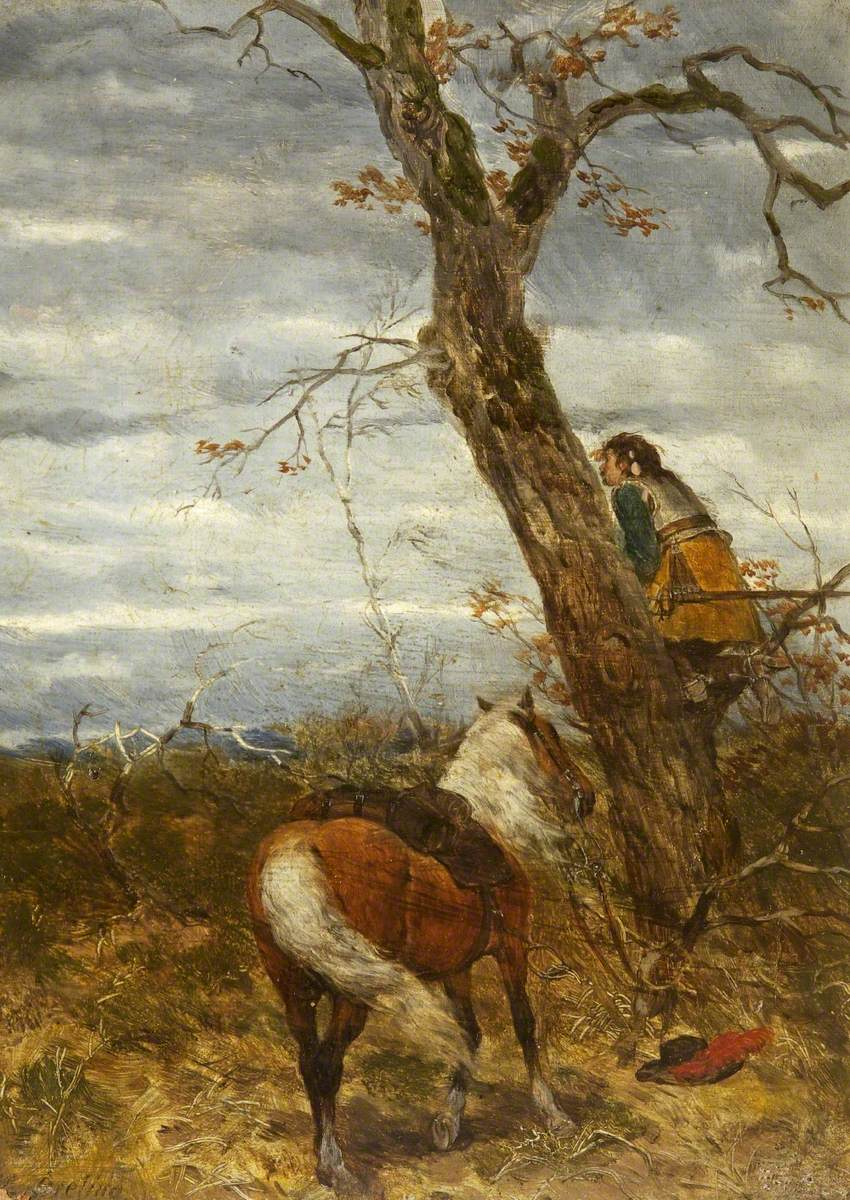
Die Aufklärung (« la Reconnaissance »), tableau de Heinrich Breling (1882).
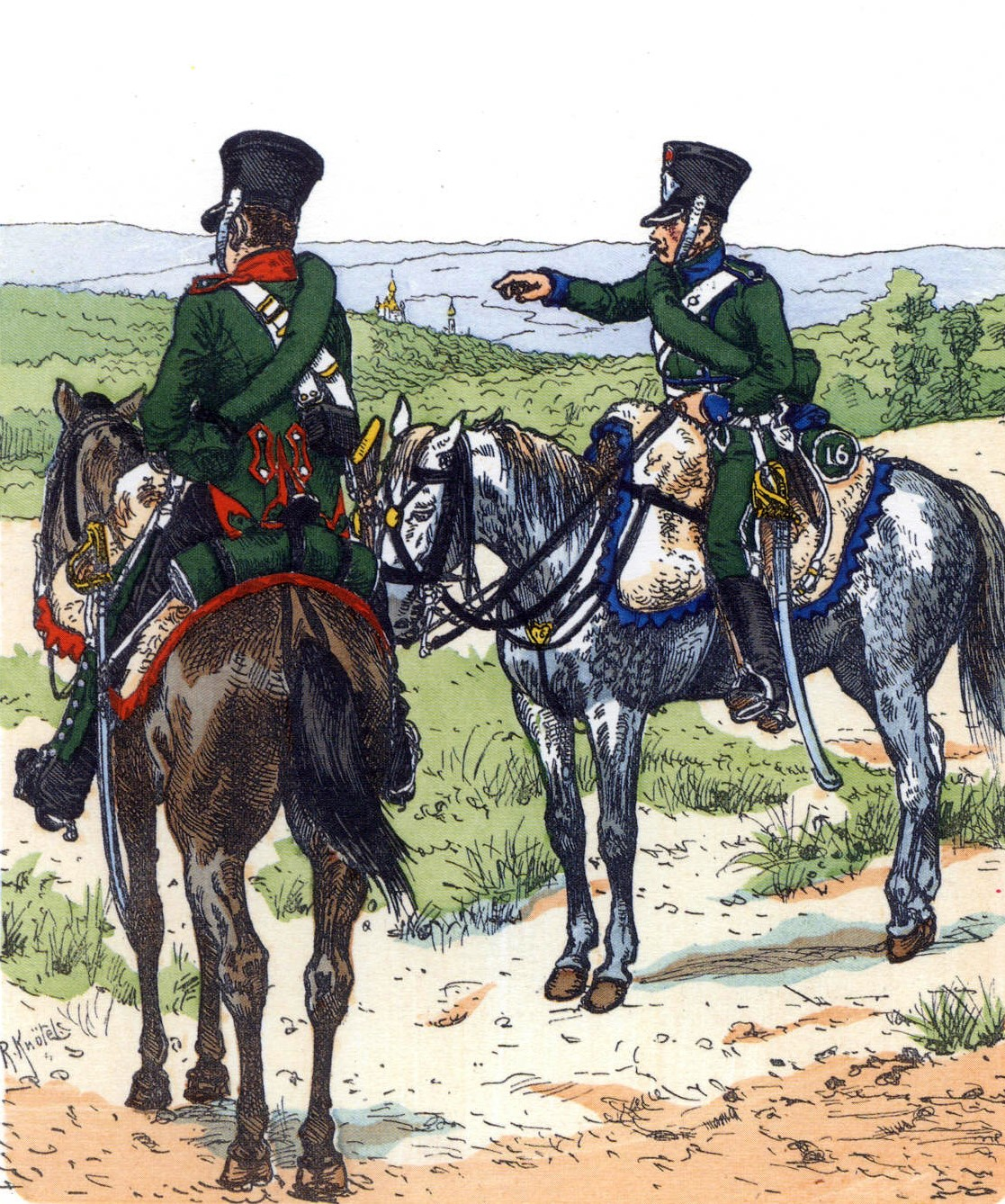
Chasseurs à cheval du Premier Empire (1812).
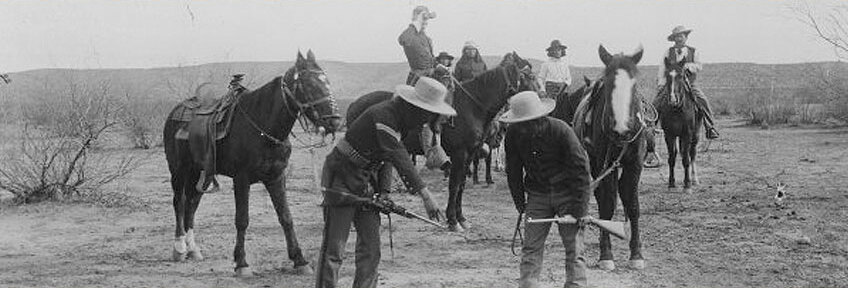
Des scouts amérindiens cherchent des traces ennemies, en 1882.
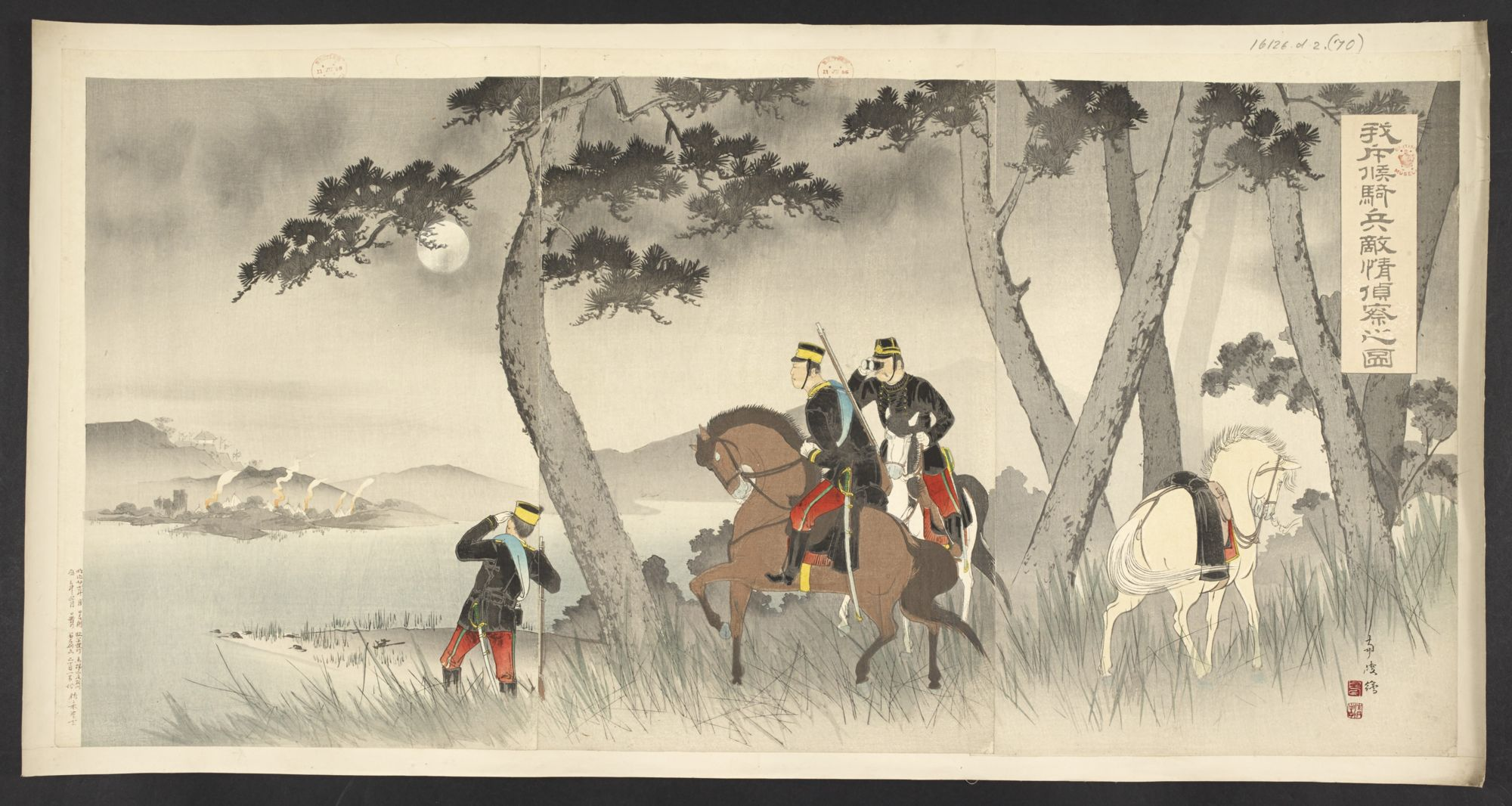
Éclaireurs japonais (1894).
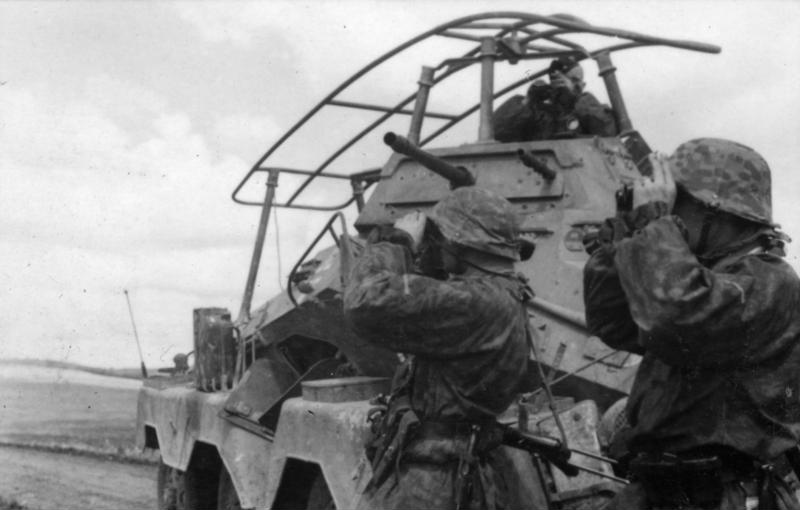
Soldats allemands et voiture blindée en observation. Elle porte une gigantesque antenne cadre pour les communications radio à longues distances.
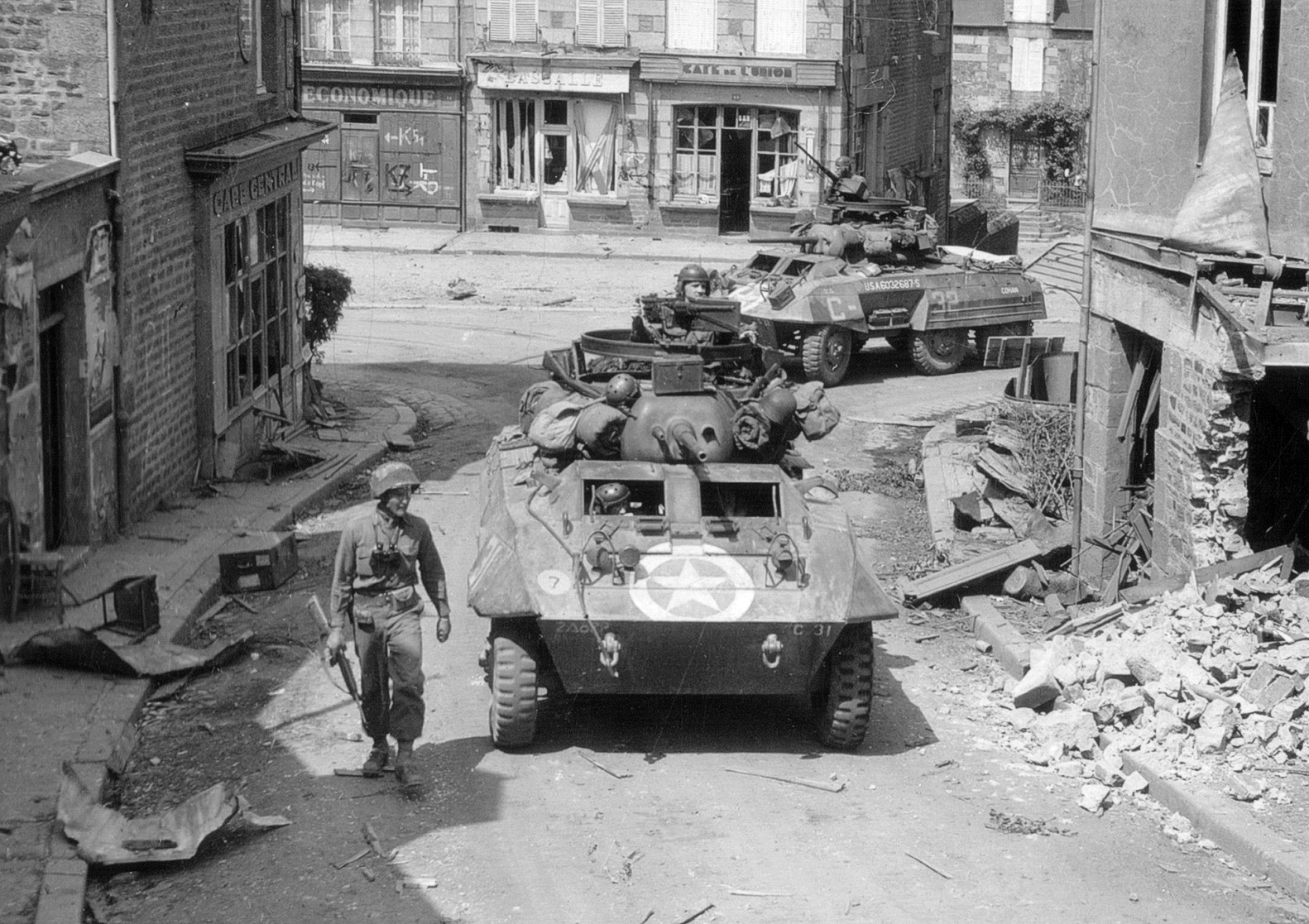
Une unité américaine avec voiture blindée dans un village lors de la Libération de la France.
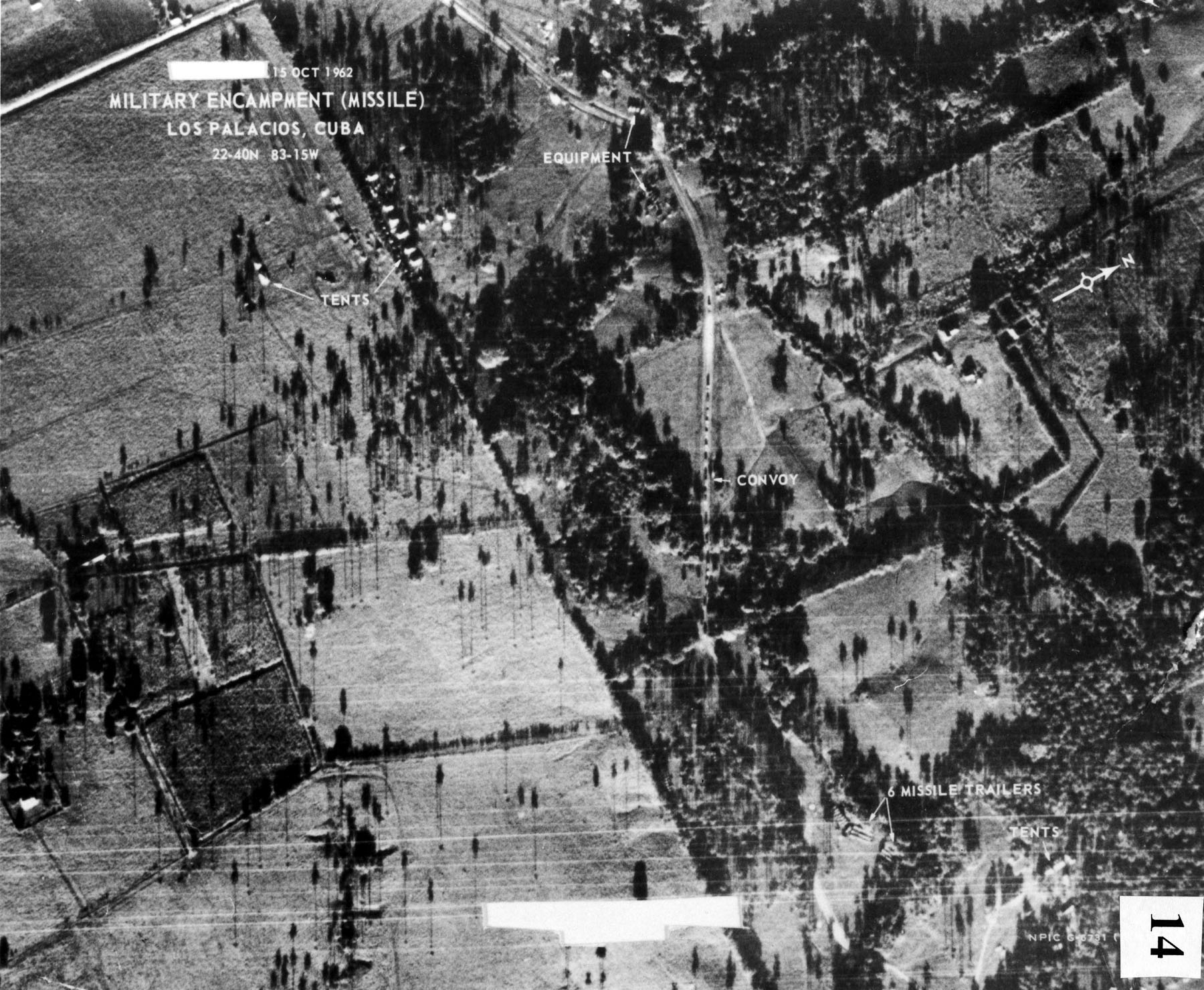
L'aviation de reconnaissance permet de repérer et photographier les installations et les troupes militaires adverses.
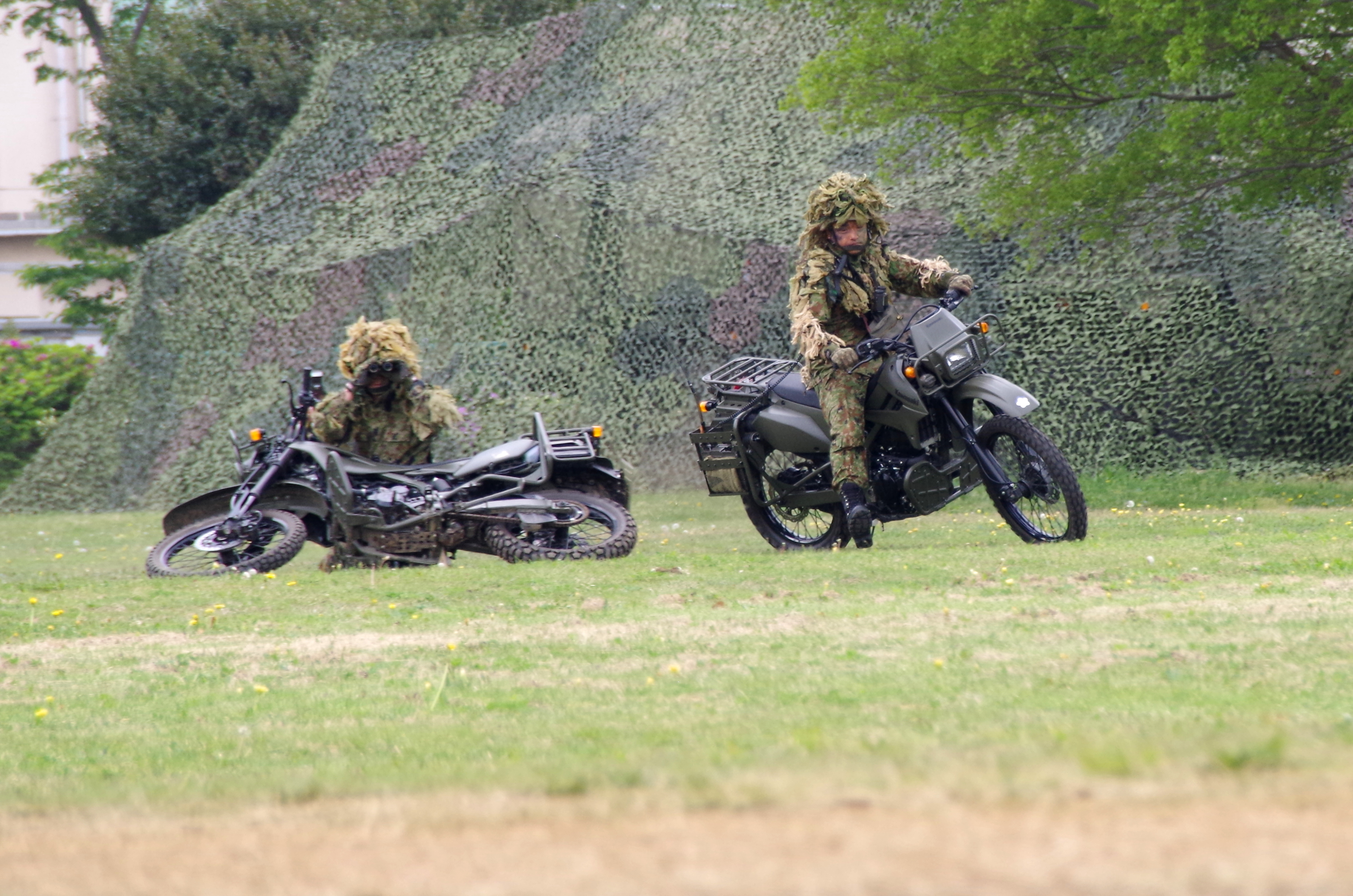
Les motocyclettes, remplaçant le cheval, permettent un déplacement rapide, sinon discret.
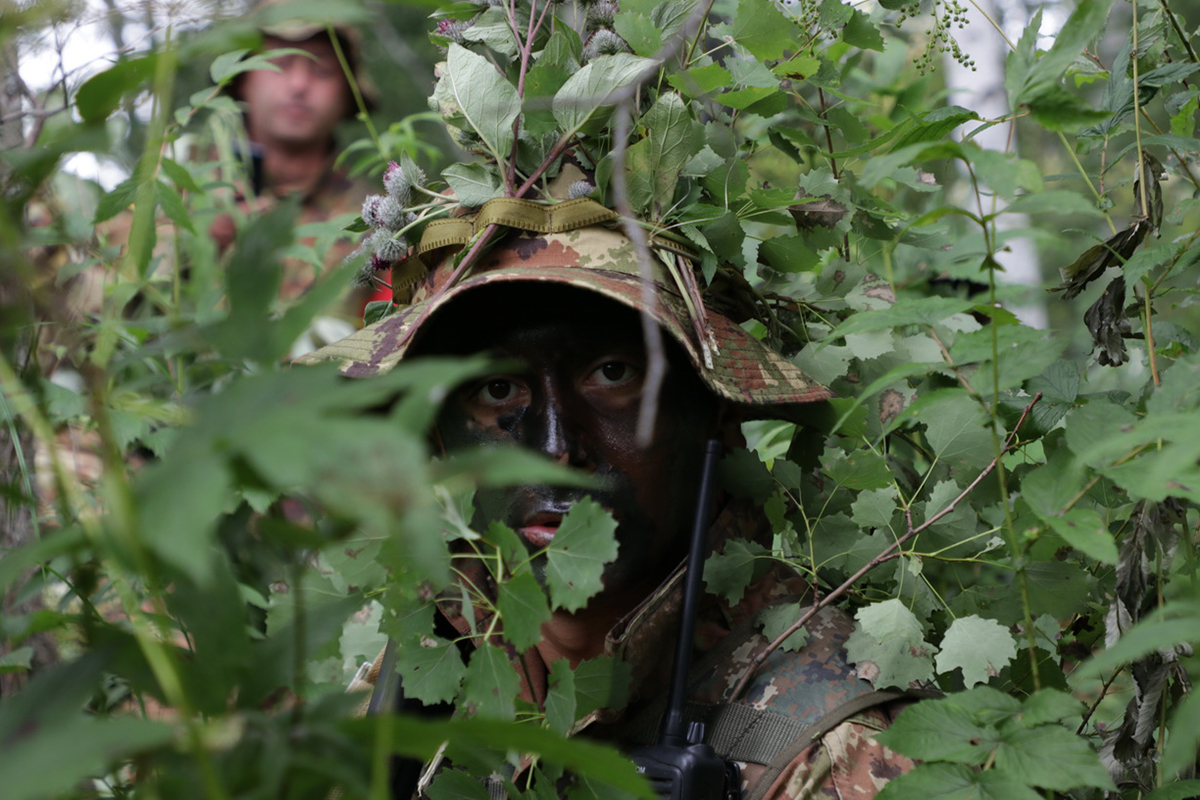
Les missions de renseignement actuelles exigent des moyens de communication et de la discrétion.